# 中国問題に関する連邦議会・行政府委員会
中国問題に関する連邦議会・行政府委員会（ちゅうごくもんだいにかんするれんぽうぎかい・ぎょうせいふいいんかい、英語: Congressional-Executive Commission on China (CECC) ）は米国の連邦議会両院の議員と連邦行政府高官により構成される常設の連邦議会・行政府合同委員会。2000年10月10日に成立した連邦法「中華人民共和国のための通常貿易関係（英語: Normal Trade Relations for the People's Republic of China）」の第B部第III編（合衆国法典第22編第6911条から第6919条）の規定に基づき設立された。第B部は通称、「2000年米中関係法」とも呼ばれている。

## 当委員会の職務
合衆国法典第22編第6912条に規定される当委員会の職務は以下の通り。
1. 人権、特に「市民的及び政治的権利に関する国際規約」、「世界人権宣言」における人権が遵守されているか、侵害されているか、中華人民共和国の行為を監視する。
2. 1に規定される諸権利を求めたが故に中華人民共和国政府により投獄、拘禁、若しくは自宅軟禁されているか、拷問、若しくはその他の方法で迫害されていると信じられている人物のリストを作成・維持する。
3. 中華人民共和国において「法の支配（英語: rule of law）」が整備されているか監視する。
4. 米国と中華人民共和国との間の、人員と意見の交換を増やし、1に記載される人権の強化の増進、中華人民共和国における法の支配の整備などのための協力を拡大することを目的とした、米国政府および民間組織のプログラム及び活動を監視及び奨励する。
5. 上記1から4に記載されている職務を実行するにあたり、当委員会は必要に応じて、非政府組織からの報告・更新の受理およびそのような報告の評価を含む、非政府組織との連絡を探求し、維持する。
6. 上記1から4に記載されている職務を実行するにあたり、当委員会は国務省のチベット問題特別調整官と協力する。
7. 12か月ごとに上記1から3に記載の職務の実施結果を年次報告書にまとめ大統領及び議会に提出する。
8. 上記報告書には、①1の人権状況の監視により判明した特定の情報、②中華人民共和国とダライ・ラマ又はその代表者との間の交渉の状況、並びにチベットの歴史、宗教、文化および言語上のアイデンティティーと人権擁護を守る為に講じられた措置、の説明が含まれる。
9. 上記報告書の提出後30日以内に下院国際関係委員会（現下院外交委員会）は公聴会を開き勧告を含む報告書の内容ついて当委員会メンバーを含む関係者からヒアリングを行い、もし報告書の提出後45日以内に報告書の勧告を促進する法案が下院国際関係委員会により審議される場合は、報告書の提出後60日以内に下院国際関係委員会により本会議に報告されなければならない。
10. 当委員会は、1から3の職務を実施する際に、必要に応じて、上記報告書に記載された報告を補足する報告を大統領および議会に提出することができる。

## 当委員会の成果物

### 年次報告書
当委員会は中国における人権状況と法の支配の整備状況に関する年次報告書を発行しており、通常各年の秋頃に大統領及び議会へ提出される。

#### 2020年版報告書
2020年版報告書は2019年7月1日から2020年7月1日までの期間を取り扱っており、「人権」の節は「表現の自由」「勤労の権利」「刑事司法」「信教の自由」「民族的マイノリティの権利」「人口管理」「米国および世界における人権侵害」「女性の地位」「人身売買」「中国における北朝鮮難民」「公衆衛生」「環境と気候変動」「ビジネスと人権」の13章が設けられた。「法の支配の整備」の節は「市民社会」「民主的統治の制度」「司法へのアクセス」の3章が設けられた。これらの節とは別に、「新疆」「チベット」「香港およびマカオにおける整備」の3つの節が設けられた。
報告書は冒頭で、当委員会は昨年、中国政府と共産党が検閲、脅迫、基本的人権を行使する個人や集団の拘禁を通じ、抑圧的な政策を拡大するための前例のない措置を講じたことを知ったとし、人道に対する犯罪（そして恐らくジェノサイド）が起きているという新しい証拠が現れた新疆ウイグル自治区、及び「一国二制度」の枠組みが実質的に解体された香港ほど、（中国政府と共産党による抑圧的な措置が講じられた）明白な場所はないと指摘した。
「新疆」の節の重大所見では、
- 報告書が取り扱った1年の間、新疆ウイグル自治区の当局は、ウイグル族・カザフ族・キルギス族・回族及びその他の民族を含む、主にイスラム教徒の少数民族集団から最大180万の個人を恣意的に拘禁し、裁判なしの大規模収容所システムを維持した。
- 国際的なメディア（ICIJ など）及び人権団体（Human Rights Watch など）が入手した中国政府および共産党の内部文書（通称、新疆文書（英語版））は、①収監者に対し強制力と虐待を用いる当局の執行命令、②収監者家族の行動と当局の収監者への待遇との関係、③収容所システムの実施に関し当局により強制される極端な秘密主義、を明らかにした。また、収容所の大量の拘禁について、一部の地元公務員からの有意レベルの反対が存在することを同文書は明らかにした。
- 当委員会は昨年、新疆ウイグル自治区における少数民族に対する中国政府の迫害が「人道に対する犯罪」を構成するという追加的な証拠を認めた。米国ホロコースト記念博物館を含む国際的な監視機関は、「人道に対する犯罪」の構成を新疆ウイグル自治区のウイグル族やその他のテュルク系民族およびイスラム教徒の少数民族への迫害に適用することを支持すると主張した。国際刑事裁判所ローマ規程の第7条(1)項は、11の罪の行為のリストを規定しており、そのいずれかが、文民たる住民に対する攻撃であって広範又は組織的なものの一部として、そのような攻撃であると認識しつつ行われる場合、「人道に対する犯罪」を構成する可能性がある。
- 過去1年間に発行された報告書では、当局が新疆ウイグル自治区で少数民族の子供達を家族から隔離し、孤児院・福祉センター・寄宿学校の強制入所が広範かつ組織的な特徴を持って行われたことを詳しく説明している。新疆ウイグル自治区の関係者が発行した公式の方針文書によると、2017年の初めまでに、新疆ウイグル自治区の50万人近くの小中学生が寄宿学校に通っていた。この子供達の強制入所は、中華人民共和国未成年者保護法（中国語版）および児童の権利に関する国際連合条約に違反して行われた。これらの施設に入所させられた子供達の多くは、少なくとも両親のうちの一方が拘禁されていた。 報告によると、当局はしばしば家族の同意なしにそのような施設に子供達を入所させた。
- 新疆ウイグル自治区の職員が数十万人のテュルク系民族とイスラム教徒の個人を収容所に大量に拘禁した時、2017年以降、当地域では少数民族の個人の逮捕・裁判・正式な投獄も大幅に増加した。当局による少数民族の有期刑の判決の増加は、収容所での大量拘禁から、強制労働を含む他の形態の拘禁および社会統制への移行を示す可能性がある。2017年、新疆ウイグル自治区の裁判所は、前年度の10倍の被告人に5年以上の懲役を宣告し、前年度の8倍の逮捕と5倍の起訴を行った。

と言及した。
「香港及びマカオにおける整備」の節の重大所見では、
- 報告書が取り扱った1年の間、香港での多くの深刻な問題の進展は、「一国二制度」の統治の枠組みを弱体化させ、国務長官は、香港が1997年7月の引き渡し以来初めて高度な自治権を維持していないことを認めた。
- 2020年6月30日、全国人民代表大会常任委員会は、香港立法会を迂回して、中華人民共和国香港特別行政区国家安全維持法（香港国家安全維持法）を可決した。この法律が分離、転覆、テロ活動、および外国との共謀を犯罪とするという点で、この法律は香港基本法に違反しており、基本法は香港が国家安全法を可決しなければならないと規定している。さらに、香港国家安全維持法は、無罪推定の原則に違反し、処罰の対象となる犯罪の曖昧な定義を含んでいるため、人権と法の支配への懸念を引き起こす。
- 中国当局によって香港の人々が恣意的な拘禁にさらされる可能性のあった逃亡犯条例改正案に刺激されて、香港の住民は2019年3月から900回以上の抗議を行った。破壊行為や暴力に訴えた抗議者は少数であったが、香港警察は、多数派が平和的な集会や行進に参加する権利を事実上否定する形で、群衆管理措置を採用した。警察は過度の強制力を行使し、群衆を制御する発射物と化学刺激物を悪用したが、香港政府は独立した調査機関の設立を拒否し、代わりに警察自身に調査させることを選択した。警察は折に触れ、集会の許可証の発行を拒否したり、予定された開始時間の直後にそのような許可を取り消したりして、「無許可の集会」の罪で逮捕することを許可した。
- 警察により拘禁された多くの抗議者は弁護士接見の権利を拒否され、一部は拘禁中に虐待された。刑務所に服役した数人の抗議者は、刑務所職員が彼らと他の抗議者を繰り返し虐待し、1人の収監者が拷問から逃れるために自殺を試みたことを明らかにした。
- 勤勉な抗議者と民主主義擁護者を起訴する時と、警察と抗議者に敵対する人々による違法行為に対処する時の、法執行の手法は同じではなく、香港政府は選択的法執行のパターンを示した。例えば、2019年7月21日、地下鉄の元朗駅で暴徒が無差別攻撃を行った事件では、警察は45分後に現場に到着したが、多数の緊急通報があったにも拘わらず、その日は逮捕されなかった。 対照的に警察は、暴力行為を行っていなかったにも拘わらず、多くの著名な民主主義擁護者を無許可の集会を理由として逮捕した。

と言及した。

### 政治的収監者データベース
「政治的収監者データベース（英語: Political Prisoner Database (PPD)）」には2019年10月10日時点で9,975件の政治的又は宗教的な投獄に関する情報が含まれていた。そのうち、1,598件は現在拘禁若しくは投獄されていることが、知られている若しくは信じられている収監者の事例であり、8,377件は釈放若しくは処刑され、投獄中若しくは釈放直後に死亡し、又は逃亡したことが、知られている若しくは信じられている人物の事例である。当委員会は中国では上記1,598件をはるかに超える政治的及び宗教的投獄が行われていると述べている。

## 委員（第117期）
第117期の委員会メンバーは以下の表の通り。
|        | 多数党 | 少数党 |
| ------ | --- | --- |
| 上院   | - ジェフ・マークリー，オレゴン州，委員長 - ダイアン・ファインスタイン，カリフォルニア州 - アンガス・キング，メイン州 - ジョン・オソフ，ジョージア州                                                                                               | - マルコ・ルビオ，フロリダ州 - ジェームズ・ランクフォード，オクラホマ州 - トム・コットン，アーカンソー州 - スティーヴ・デインズ，モンタナ州                                       |
| 下院   | - ジム・マクガヴァン，マサチューセッツ第2選挙区，共同委員長 - トーマス・スオジ，ニューヨーク第3選挙区 - トム・マリノウスキー，ニュージャージー第7選挙区 - ラシダ・タリーブ，ミシガン第13選挙区 - ジェニファー・ウェクストン，バージニア第10選挙区 | - クリス・スミス，ニュージャージー第4選挙区 - ブライアン・マスト，フロリダ第18選挙区 - ビッキー・ハーツラー，ミズーリ第4選挙区 - ミッチェル・スティール，カリフォルニア第48選挙区 |
| 行政府 | - 欠員1名，米国国務省 - 欠員1名，米国商務省 - 欠員1名，米国労働省 - 欠員2名，米国行政府全体から | - 欠員1名，米国国務省 - 欠員1名，米国商務省 - 欠員1名，米国労働省 - 欠員2名，米国行政府全体から                                                                                   |